# Ron Atias
Ron Atias (Be'er Ya'akov, 19 aprile 1995) è un taekwondoka israeliano.

## Palmarès
- Europei

Montreux 2016: argento nei 58 kg.